# Thomson Mountains
Die Thomson Mountains sind ein Gebirgszug auf der Südinsel von Neuseeland. Durch den Gebirgszug verläuft die Grenze der Verwaltungszonen Southland (westlich) und Otago (östlich).

## Geographie
Die Thomson Mountains bilden das Gebirge östlich der Livingstone Mountains, getrennt durch den Mararoa River, der die Mavora Lakes durchströmt und letztlich über den Waiau River in die Foveauxstraße mündet. Hierhin entwässert auch der Ōreti River, der in den Thomson Mountains entspringt und diese im Südwesten von den Eyre Mountains trennt, ebenso wie der Von River nördlich davon, der in den Lake Wakatipu mündet. Der See bildet die nordwestliche Grenze und nimmt auch den Greenstone River auf, der die nördliche Abgrenzung zu den Alisa Mountains bildet.
Der 2061 m hohe Tooth Peak liegt im Norden des Gebirgszugs und ist der einzige Zweitausender derselben. Zwei seiner Nebengipfel überschreiten ebenfalls knapp die 2000-Meter-Marke.

## Geschichte
James McKerrow benannte die Berge 1863 nach seinem Vorgesetzten John Turnbull Thomson.

## Geologie
Das Gestein besteht vorrangig aus Sedimentgestein, wie Schluffstein, Sandstein und Mudstone, ferner auch aus Kalkstein und Chert. Das Alter beträgt zwischen 200 und 250 Millionen Jahren.

## Infrastruktur
Entlang der Südwestseite der Bergkette verläuft die Mount Nicholas Road, die über den New Zealand State Highway 94 im Süden erreichbar ist. Zudem durchschneiden verschiedene Wanderwege die Region, darunter der Greenstone Track und der Mavora Walkway.